# Шарл Персие
Шарл Персие (на френски: Charles Percier) (роден на 22 август 1764 г. в Париж; починал на 5 септември 1838 г., Париж) е френски архитект и интериорен дизайнер. Заедно със своят колега Пиер Фонтен, работи за Жозефин дьо Боарне и Наполеон Бонапарт. На двамата архитекти е възложено по време на френския консулат преустройството и обзавеждането на замъка Малмезон и изграждането на Триумфалната арка (Карусел) в Париж. Шарл Персие е един от главните представители на архитектурния стил ампир, възникнал и развил се по времето на Наполеон от класицизма.

## Галерия
- Замък „Малмезон“
- Замък „Малмезон“
- Замък „Малмезон“, югозападна фасада
- Замък „Малмезон“, библиотека
- Замък „Малмезон“, билярдна зала
- Замък „Малмезон“, столова
- Канделабър
- Проект за люлка за Краля на Рим
- Монетосъбирателница
- Ветрило